# Española (Novo México)
Española é uma cidade no Condado de Rio Arriba, no estado do Novo México, nos Estados Unidos da América. De acordo com o censo de 2000 a cidade tinha uma população de 9688 habitantes. É uma das poucas cidades americanas que possuem um "ñ" no nome.
Foi fundada em 1598, quando a região ainda estava sob domínio da Espanha. A cidade celebra a tradição das culturas hispânicas e indígenas com diversas festas realizadas durante o ano.

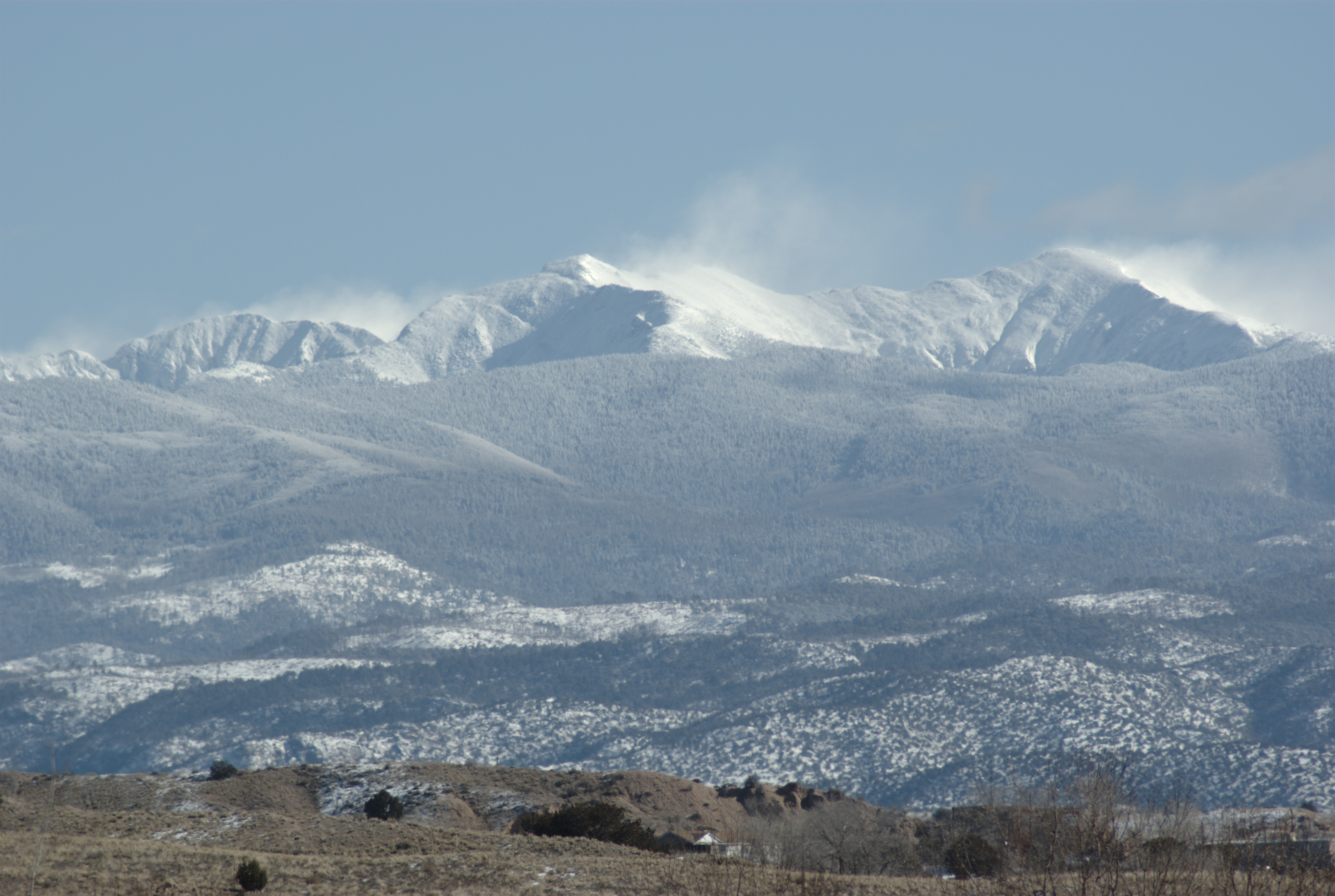
O Pico Truchas visto de Española.